# 남양주송촌초등학교
남양주송촌초등학교는 대한민국 경기도 남양주시에 있는 공립 초등학교이다.

## 학교 연혁
- 1934.01.04 덕소공립보통학교 부설 송촌간이학교 인가
- 1950.05.20 송촌국민학교 승격
- 1966.12.06 시우 분교장 인가
- 1978.12.20 본관 교사 7교실 및 현관 완성
- 1983.10.19 스탠드 준공
- 1985.09.30 동편 진입로 및 계단 포장 공사
- 1986.10.08 동상 건립 (세종대왕, 이순신 장군)
- 1996.03.01 남양주송촌초등학교로 개명
- 2009.04.03 증, 개축공사 준공
- 2011.03.02 경기도 교육청 혁신학교 지정 2011.03.16다목적 체육관 준공
- 2012.03.01 제16대 한덕종 교장 부임
- 2014.02.14 제63회 졸업식

## 참고 자료
- 남양주송촌초등학교 - 한국교육학술정보원 학교알리미